# بخش سوم اقتصاد
"بخش سوم اقتصاد" (به انگلیسی: Tertiary sector of the economy) یا "صنعت سوم"(به انگلیسی: Tertiary Industry) یک نام فنی برای بخش خدمات در اقتصاد است که طیف گسترده‌ای از مشاغل از جمله موسسات مالی، مدارس، هتل‌ها و رستوران‌ها را در بر می‌گیرد. صنعت سوم یکی از سه نوع صنعت اولیه در اقتصاد توسعه یافته‌است که دو نوع دیگر صنایع اولیه (مواد خام) و ثانویه (تولید کالا) هستند. با توسعه بیشتر اقتصاد، تمرکز از صنعت اولیه به صنعت ثانویه و صنعت سوم منتقل می‌شود.

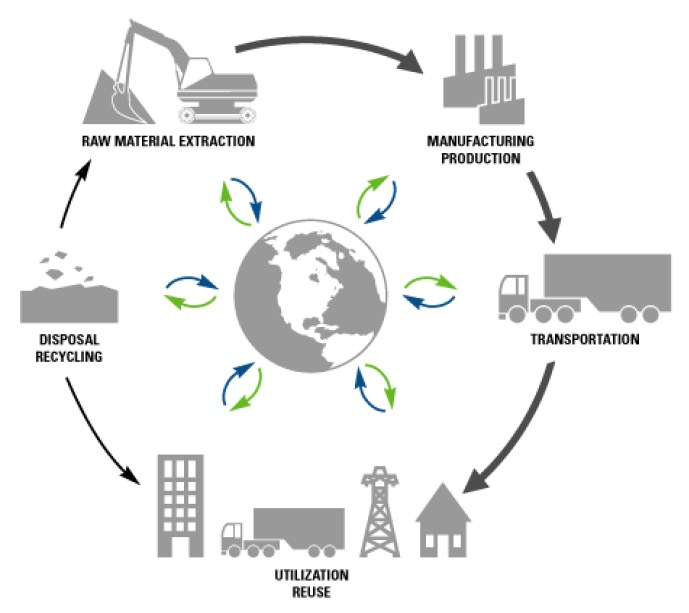
چرخه عمر محصول و سه بخش اقتصاد

## آشنایی با بخش سوم اقتصاد
صنعت سوم یا بخش سوم اقتصاد به دو دسته اصلی تقسیم می‌شود. اولین مورد متشکل از شرکت‌هایی است که در فعالیت کسب درآمد هستند، مانند شرکت‌هایی که در صنعت مالی فعالیت می‌کنند. بخش دوم شامل بخش غیرانتفاعی است که شامل خدماتی مانند آموزش است. بخش سوم اقتصاد اکثریت قریب به اتفاق فرصت‌های شغلی را تشکیل می‌دهد و صرفاً بر ارائه خدمات و نه کالاها به مصرف‌کنندگان و سایر سازمان‌ها متمرکز است. به همین دلیل به بخش خدمات نیز معروف است. این برخلاف صنعت اولیه است که مواد اولیه تولید می‌کند و صنعت ثانویه که مواد اولیه را می‌گیرد و از آنها برای تولید کالاهای مصرفی قابل فروش استفاده می‌کند.
در اکثر کشورهای توسعه یافته و در حال توسعه، نسبت رو به رشدی از کارگران به بخش سوم اختصاص داده شده اند. در ایالات متحده، حدود 61.9٪ از نیروی کار را کارگران درجه سوم تشکیل می دهند.

## اهمیت بخش سوم اقتصاد

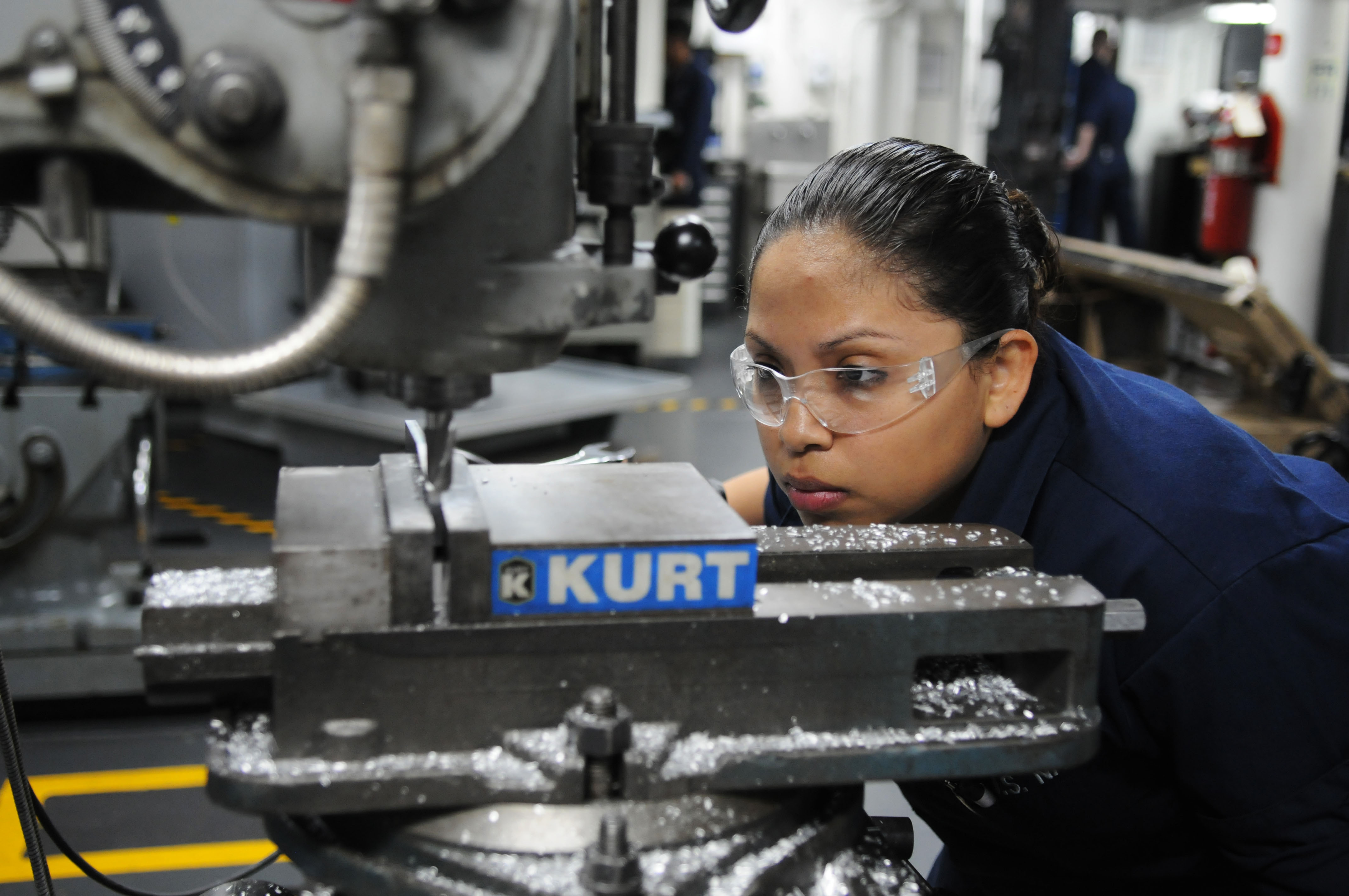
خدمات رسانی و تعمیر ماشین آلات بخش دوم اقتصاد توسط بخش سوم

در صورت نبود صنعت سوم و خدمات ارائه شونده آن، بسیاری از شرکت‌های صنعت دوم و اولی دچار مشکل شده و نتوانند به درستی به فعالیت خود ادامه دهند. به عنوان مثال اگر صنعت حمل نقل وجود نداشت، هیچ‌یک از محصولات تولید شده در صنعت دوم به دست مشتریان نمی‌رسید و انجام فعالیت جابه‌جایی و رساندن محصولات به دست مشتریان توسط خود شرکت‌های صنعت دومی برایشان بسیار دشوار و گران تمام می‌شد.
همچنین بسیاری از فعالیت‌های تعمیر و نگهداری از دستگاه‌ها و ماشین آلات صنعت‌های اولی و دومی توسط صنعت خدمات انجام می‌شود که منجر به کاهش هزینه‌ها و طولانی‌تر شدن عمر شرکت‌های صنعت اولی و دومی می‌شود. همچنین شرکت‌های صنعت اولی و دومی بدون دریافت خدمات حقوقی از بخش سوم اقتصاد قادر به خرید و فروش و انجام معاملات خرد و کلان یا بین‌المللی نخواهند بود.

## نمونه‌هایی از فعالیت‌ها و سازمان‌های بخش سوم اقتصاد
بخش سوم اقتصاد، خدمات و همچنین چارچوب‌های عملیاتی را برای فعالیت‌های تجاری ارائه می‌دهد. این می‌تواند شامل سازمان‌هایی باشد که در صنعت جابه‌جایی کالا و حمل ونقل، مانند راه‌آهن یا جابه‌جایی بار با تریلی، که تمرکز تنها بر فرایند جابجایی کالا است، باشد. همچنین می‌تواند شامل حمل و نقل افراد، مانند خدمات تاکسی، سیستم اتوبوس شهری، و مترو باشد.
صنایع مهمان‌نوازی سنتی مانند هتل‌ها و استراحتگاه‌ها و همچنین ارائه‌دهندگان خدمات غذایی مانند رستوران‌ها نیز بخشی از صنعت سوم هستند. کلیه خدمات دریافتی از موسسات مالی مانند بانک‌ها و دلال‌ها نیز ماهیت درجه سوم دارند.
خدمات شخصی مانند کوتاه کردن مو و همچنین خدمات به حیوانات، مانند دامپزشکی‌ها، نظافت حیوانات، پرورش دهندگان حیوانات، و مراکز نگهداری از حیوانات ولگرد، نیز در این دسته قرار می‌گیرند. بیمارستان‌ها، کلینیک‌ها، دامپزشکان و سایر امکانات خدمات پزشکی نیز جزو بخش سوم اقتصاد هستند.

## چالش‌های قیمت گذاری در بخش سوم اقتصاد
فروش خدمات اغلب می‌تواند در مقایسه با فروش یک محصول خاص چالش‌برانگیز باشد. از آنجایی که کالاها ملموس هستند، تعیین قیمت برای آنها آسان است. برعکس، به دلیل ناملموس بودن، ارزش گذاری برای یک سرویس خاص می‌تواند دشوار باشد. همچنین کالاهایی که فروخته می‌شوند گارانتی شده و کارکرد صحیح آن‌ها ضمانت می‌شود ولی انجام این کار برای خدمات سخت است و در بسیاری از موارد ضمانتی وجود ندارد تا سبب اطمینان شخص دریافت کننده خدمات شود.
در این موارد، کیفیت خدمات به کیفیت شخصی که آن را ارائه می‌دهد بستگی دارد و با توجه به مهارت‌ها و شخصیت افراد می‌تواند متفاوت باشد. به عنوان مثال، وقتی دو کارگزار مختلف خدمات به ظاهر یکسان ارائه می‌دهند، چگونه یک مصرف‌کننده می‌تواند بین آنها یکی را انتخاب کند؟

## انتقال از بخش سوم به چهارم صنعت
برخی از خدمات تکنولوژی قبلاً جزو بخش سوم اقتصاد یا صنعت خدمات در نظر گرفته می‌شدند، اما برخی معتقدند که به دلیل رشد صنعت مناسب است که آنها را در بخش جدیدی طبقه‌بندی کنند. این خدمات فناوری شامل ارائه دهندگان مخابرات، شرکت‌های کابلی و ارائه دهندگان اینترنت می‌باشد.
کسب وکارها در این بخش روی آنچه که به عنوان "اقتصاد دانش" شناخته می‌شود، یا توانایی پیشی گرفتن از رقبا با درک آنچه مشتریان هدف می‌خواهند و نیاز دارند، تمرکز می‌کنند و به گونه‌ای عمل می‌کنند که با کمترین هزینه آن خواسته‌ها و نیازها را به سرعت برآورده کند. اگرچه همه آنها خدمات محور هستند، این خدمات جدا شده و در بخش چهارم صنعت طبقه‌بندی شده‌اند.
فعالیت های مرتبط با این بخش شامل دولت، فرهنگ، کتابخانه ها، تحقیقات علمی، آموزش و فناوری اطلاعات است. این خدمات و فعالیت های فکری باعث پیشرفت فناوری می شود که می تواند تأثیر زیادی بر رشد اقتصادی کوتاه مدت و بلندمدت داشته باشد. تقریباً 4.1٪ از کارگران ایالات متحده در بخش کواترنر استخدام می شوند.

## چه کسی بیشترین بازده خدمات سوم را دارد؟
| Economy                                                                | Countries by tertiary output in 2020 (trillion in USD) |
| ---------------------------------------------------------------------- | ------------------------------------------------------ |
| (01) ایالات متحده آمریکا                                               | ۱۶٫۵                                                   |
| (02) چین                                                               | ۸                                                      |
| (03) ژاپن                                                              | ۳٫۶                                                    |
| (04) آلمان                                                             | ۲٫۴                                                    |
| (05) بریتانیا                                                          | ۲,                                                     |
| (06) فرانسه                                                            | ۱٫۹                                                    |
| (07) هند                                                               | ۱٫۳                                                    |
| (08) ایتالیا                                                           | ۱٫۲۶                                                   |
| (09) کانادا                                                            | ۱٫۱۵                                                   |
| Countries by tertiary output in 2020, according to the The World Bank. |                                                        |

## نتیجه‌گیری
- صنعت سوم، بخش خدمات یک اقتصاد است که شامل ارائه دهندگان پزشکی، مربیان، خدمات مالی، خدمات فردی، و مربیان شخصی و بسیاری دیگر می‌شود.
- بخش سوم را می‌توان به‌طور کلی به بخش‌های انتفاعی و غیرانتفاعی تقسیم کرد.
- اقتصاددانان دریافته اند که با رشد و توسعه اقتصاد یک کشور، بخش سوم بزرگتر می‌شود در حالی که بخش اولیه تولیدکننده مواد خام کوچک می‌شود.
- بخش خدمات در حال حاضر بزرگترین بخش اقتصاد جهانی از نظر ارزش افزوده‌است و به ویژه در اقتصادهای پیشرفته تر اهمیت دارد.[۵]